# Fallon, Nevada
Fallon är administrativ huvudort i Churchill County i Nevada. Orten fick sitt namn efter bosättaren Michael Fallon.

## Kända personer från Fallon
- Martin Heinrich, politiker